# ローラン・ガルニエ
ローラン・ガルニエ（Laurent Garnier、1966年2月1日 - ）は、フランスのミュージシャン、DJ。デリック・メイ、ジェフ・ミルズらと共に、世界三大テクノDJと呼ばれる。

## 概要
1966年、パリ郊外の街に生まれる。8歳の頃から音楽に夢中になり、家でレコードをかけては両親をダンスさせた。パンクロックやデヴィッド・ボウイに夢中になる一方で、アメリカのブラック・ソウル・ディスコを聴き、そして家に来る人たちの前で、レコードをかけていた。
料理を勉強するためイギリスに渡り、1984年にはロンドンのフランス大使館で働いていた。その当時、プライヴェート・パーティには、大使館の地下室から「借りて来た」ドン・ペリニヨン (ワイン)のボトルをたくさん持っていき、18歳でロンドンのナイトライフの小世界と交流を持つようになった。渡英2年後の1986年に、フランス大使館での使用人の仕事を辞めた。
そして1980年代後半にはマンチェスターのクラブハシエンダで、DJペドロの名前でマイク・ピカリングと共に、ハウスのパーティを始める。その後、兵役従事のためにシーンを一時離れた後、1990年代初頭にパリのクラブでイベント「Wake Up」を開始した。
1993年にはフランスのレーベルFNACより初のシングル「A Bout De Souffle EP」をリリース。FNAC消滅後の1994年に、友人のエリック・モランドと共にF Communicationsを設立した。
1994年にファーストアルバムをリリース。その後シングル、アルバム、MixCDなど様々なリリースを行っている。またカール・クレイグ、システム7ら様々なアーティストとのコラボレーションも行っている。
1994年11月クラブイエローの招聘で初来日。1995年3月31日に再来日、クラブイエローの動員記録を更新。その後、同年11月25日に、ラフォーレ飯倉で行われた屋内クラブイベント''MADE IN heaven''で3回目の来日を果たす。更に1996年にも来日を果たし、1998年にはニュー・オーダーがアンダーワールドと共にマンチェスターでライヴを行った際、ガルニエがDJを務めた。2000年代以降、ジャパンツアーも定期的に行っている。

## ディスコグラフィ

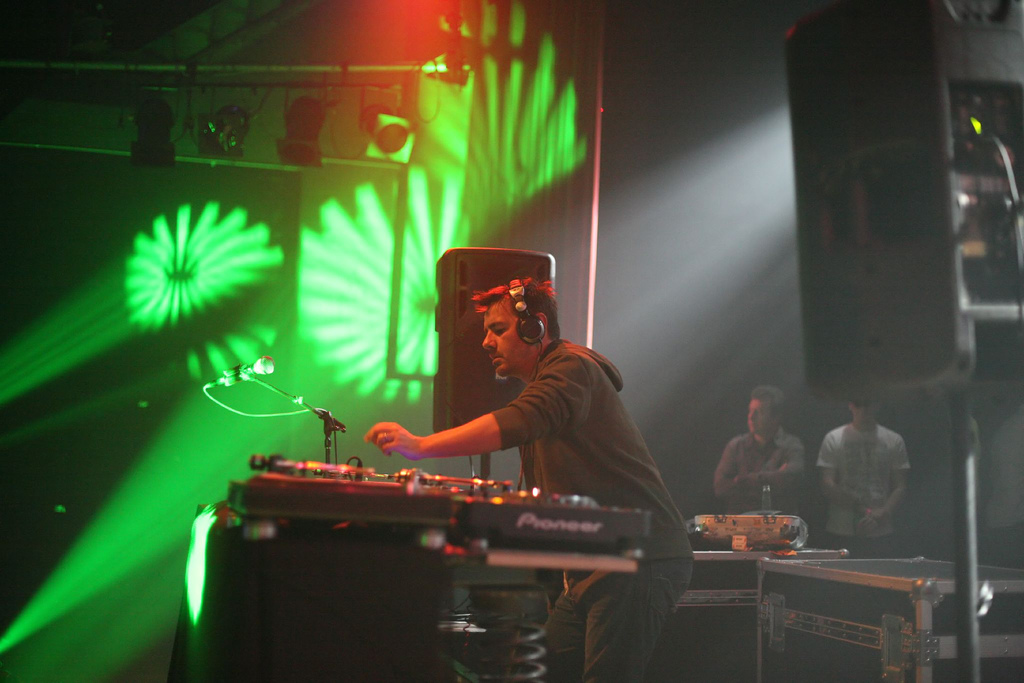
2007年

### アルバム
- 1994年 : Shot In The Dark
- 1995年 : Club Traxx EP
- 1997年 : 30
- 2000年 : Unreasonable Behaviour
- 2005年 : The Cloud Making Machine
- 2009年 : Tales Of A Kleptomaniac
- 2015年 : La Home Box

### コンピレーション
- 1996年 : Club Traxx EP（完全日本限定盤/来日記念盤）
- 2006年 : Retrospective 1994 - 2006（ベスト盤）
- 2007年 : Public Outburst（CD+DVD）

### シングル
- French Connection - Who cares - Creed records - 1991
- As french connection (L.Garnier & Mix Master Doody) - Fnac records - 1991
- Stronger by design E.P - Fnac - 1992
- Join hands remixes - Fnac - 1992
- Choice (St Germain/L.Garnier/Shazz) - Paris E.P - Fnac/Fragile - 1993
- A bout de souffle E.P - Fnac - 1993
- For house music lovers - Fnac - 1993
- Lost in Alaska (Alaska) - Fnac - 1993
- Planet house E.P - Fnac - 1993
- Alliance E.P (Dune: L.Garnier & P.Feos) - F Communications - 1994
- Astral Dreams - F communications - 1994
- Deuxième E.P (Alaska) - F communications - 1995
- The Hoe - F communications 1996
- Crispy Bacon part 1(extrait de 30)- F communications - 1997
- Crispy Bacon part 2 - F communications - 1997
- Flashback (extrait de 30) - F communications - 1997
- Coloured city - F communications - 1998
- Club traxx E.P vol 2 - F communications - 1998
- The sound of the big babou - F communications - 1999
- The man with the red face - F communications - 2000
- Greed - F communications - 2000
- Greed world wide remixes - F communications - 2000
- Sambou - F communications - 2002
- Returning back to Sirius (Alaska) - F communications - 2003
- Marl Chingus (L.Garnier & L.Llorca) - 6 month earlier - F.Comm - 2004
- The cloud making machine reworks vol 1 & 2 - F comm - 2005

### DVD
- Greed - DVD single - F Communications, Film Office, TDK Mediactive - 2001
- Live à l'Elysée Montmartre - F communications - 2002

### CD Mix
- Mixmag live vol 19 - 1995
- Laboratoire mix (2 CD) - React - 1996
- Early Works (2 CD) - 1998
- X-mix 2: Destination planet dream - Studio !K7 - 1998
- Classic And Rare : La Collection Chapter 3 - F communications - 2002
- Excess Luggage (3 CD) - F communications - 2003
- The Kings Of Techno (2 CD) - Rapster/BBE/!K7 - 2009

## 日本公演
1994年11月20日(金)space lab yellow zero turbo
1995年3月31日(金)space lab yellow zero turbo
1995年11月25日(金)ラフォーレ飯倉　MADE IN HEAVEN 
- 2004年 ageHa 2ND ANNIVERSARY feat. LAURENT GARNIER
  - 12月18日（土）： 新木場STUDIO COAST
- 2004年 F.E.U presente SPICE !-plus- feat.LAURENT GARNIER
  - 12月20日（月）： 西麻布Space Lab Yellow
- 2005年 フジロック・フェスティバル2005
  - 7月30日（土）： 苗場スキー場（グリーンステージ）
- 2005年 LAURENT GARNIER JAPAN TOUR 2005
  - 8月6日（土）： 西麻布Space Lab Yellow
- 2006年 15th ANNIVERSARY PARTY feat. LAURENT GARNIER
  - 12月15日（金）： 西麻布Space Lab Yellow
- 2007年 PUBLIC OUTBURST / Laurent Garnier Japan Tour 2007
  - 9月28日（金）：京都 世界-WORLD-、29日（土）：西麻布Space Lab YELLOW
- 2008年 Tribute to Yellow('91-'08)
  - 6月20日（金）： 西麻布Space Lab Yellow
- 2010年 ELECTRONIC TRIBE YEBISU NEW YEAR'S PARTY 2010
  - 12月31日（木）： 恵比寿ザ・ガーデンホール
- 2011年 Laurent Garnier presents L.B.S session JAPAN Tour
  - 2月10日（木）：代官山 AIR、11日（金）：名古屋JB's、12日（土）：大阪TRIANGLE
- 2012年 Our Futur Tour 2012
  - 2月3日（金）：福岡O/D、4日（土）：名古屋JB's、5日（日）：大阪JOULE、10日（金）：静岡JAKATA、11日（土）：渋谷SOUND MUSEUM VISION
- 2013年 LAURENT GARNIER JAPAN TOUR 2013
  - 4月26日（金）：渋谷SOUND MUSEUM VISION、28日（日）：名古屋JB's、29日（月）：大阪舞洲スポーツアイランド
- 2016年 LAURENT GARNIER JAPAN TOUR 2016
  - 4月22日（金）： 大阪CLUB CIRCUS (Laurent Garnier × Ben UFO)、23日（土）： 渋谷Contact
- 2018年 Tribe LAURENT GARNIER 2018
  - 3月15日（木）： 大阪CLUB CIRCUS、16日（金）： 渋谷Contact
- 2019年 Laurent Garnier Japan Tour 2019
  - 11月21日（木）： 大阪club JOULE、11月23日（土）： 渋谷Contact
- 2023年 Laurent Garnier Japan Tour 2023
  - 3月17日（金）： 大阪club JOULE、3月18日(土)：渋谷Spotify O-EAST、3月20日（月）： 札幌Precious Hall、3月21日(火)：ニセコPowder Room

- 2025年 Laurent Garnier Japan Tour 2025
- 5月18日（日）： 名古屋JB's、5月23日(金)：大阪CLUB CIRCUS、5月24日（土）： 渋谷Womb

## 著書
フランスで大ベストセラーとなったロラン・ガルニエの自伝が、アレックス・プラット邦訳、野田努監修で、出版された。
- 『エレクトロショック』(2006年河出書房新社) ISBN 4309269117